# Thomas Pähtz
Thomas Pähtz (ur. 4 września 1956) – niemiecki szachista i trener szachowy, arcymistrz od 1992 roku.

## Kariera szachowa
W latach 80. XX wieku należał do ścisłej czołówki szachistów Niemieckiej Republiki Demokratycznej. W 1988 r. uczestniczył w szachowej olimpiadzie w Salonikach. Wielokrotnie startował w finałach indywidualnych mistrzostw NRD (debiut – 1974, VI m.), trzykrotnie zdobywając medale: dwa srebrne (Stralsund 1988, Bad Blankenburg 1990) oraz brązowy (Glauchau 1987). Był również srebrnym medalistą mistrzostw Niemiec po zjednoczeniu kraju (Bad Wildbad 1993).
Do sukcesów Thomasa Pähtza w turniejach międzynarodowych należą m.in.
- trzykrotnie I m. w Rostocku (1978, 1981, 1982),
- I m. w Jeleniej Górze (1980),
- I m. w Poznaniu (1983),
- II m. w Lipsku (1984, za Rainerem Knaakiem),
- dz. II m. w Poznaniu (1984, za Pawłem Stempinem, wspólnie z Praveenem Thipsayem i Zbigniewem Szymczakiem),
- I m. w Trnawie (1985, turniej B),
- II m. w Kecskemét (1987, za Gerardo Barbero),
- II m. w Berlinie Wschodnim (1987, za Rainerem Knaakiem),
- dz. II m. w Lipsku (1988, za Walerijem Czechowem, wspólnie z Lotharem Vogtem),
- I m. w Erfurcie (1989),
- dz. II m. w Norymberdze (1990, za Draganem Barlovem, wspólnie z m.in. Aleksandrem Złoczewskim i Josefem Přibylem),
- II m. w Mondorfie (1991, za Eduardasem Rozentalisem),
- dz. II m. w Budapeszcie (1991, turniej Elekes, za Igorem Naumkinem(inne języki), wspólnie z Suatem Atalikiem, Tiborem Fogarasim i Ivanem Farago),
- dz. II m. w Dreźnie (1997, za Wolfgangiem Uhlmannem, wspólnie z Walerijem Czechowem i Henrikiem Teske),
- dz. I m. w Luksemburgu (2001, wspólnie z Vlastimilem Jansą),
- dz. I m. w Chemnitz (2006, wspólnie z m.in. Pawłem Jaraczem, Ilmarsem Starostitsem i Zbigniewem Księskim),
- dz. II m. w Samnaun (2008, za Michaiłem Ułybinem, wspólnie z m.in. Danielem Gormallym, Simonem Williamsem i Frankiem Holzke).

Najwyższy ranking w karierze osiągnął 1 lipca 1988 r., z wynikiem 2515 punktów zajmował wówczas 1. miejsce wśród szachistów NRD.

## Życie prywatne
Dwoje dzieci Thomasa Pähtza jest również znanymi szachistami, syn Thomas junior (ur. 1983) osiągnął poziom mistrzowski, natomiast córka – Elisabeth (ur. 1985) jest czołową szachistką świata, arcymistrzynią oraz dwukrotną mistrzynią świata juniorek (2002, 2005).